# Pseudaphis abyssinica
Pseudaphis abyssinica är en insektsart. Pseudaphis abyssinica ingår i släktet Pseudaphis och familjen långrörsbladlöss. Inga underarter finns listade i Catalogue of Life.